# José Dariel Abreu
José Dariel Abreu Correa (nacido el 29 de enero de 1987) es un primera base de béisbol cubano que juega para los Houston Astros en las Grandes Ligas (MLB).
Jugó en la Serie Nacional Cubana en el equipo de Cienfuegos antes de emigrar en agosto de 2013 y convertirse en profesional, Después de ser concedido por la agencia libre de las Grandes Ligas, Abreu firmó con los Medias Blancas de Chicago en octubre de 2013 para ser el primera base de los Medias Blancas de Chicago de las Grandes Ligas de Béisbol. Abreu lleva # 79 , un número inusualmente elevado en el uniforme, su madre eligió el número para que la gente lo recuerde.

## Carrera en Cuba
En la LI Serie Nacional finalizó segundo en jonrones, a uno del récord impuesto por Alfredo Despaigne y fue incluido en el "Todos Estrellas" ofensivo del año como mejor primera base
En la primera fase de la LI Serie Nacional de Béisbol en las estadísticas de bateo quedó como líder jonronero con 13 y mejor Sluggings (.735), y en fildeo con mayor cantidad de outs realizados (452) y mayor total de lances (495).
Fue elegido para participar en el Juego de las Estrellas de la LII Serie Nacional de Béisbol, que se efectuó el 24 de marzo de 2013 en el Estadio José Antonio Huelga en Santi Spíritus, donde el equipo Occidentales al cual representó, derrotó al de Orientales.
Integró la selección que representó a Cuba en el III Clásico Mundial de Béisbol que se celebró en marzo de 2013, quedó entre los líderes en carreras impulsadas y en jonrones conectados, compartió con Alfredo Despaigne el liderazgo de cuadrangulares, bateó para average de .360, fue segundo en carreras impulsadas con nueve y tuvo un promedio de embasado de .385 y slugging de .760.
Integró el Equipo Cuba que participó en el XIV Torneo de Béisbol de Róterdam, efectuado en Holanda del 30 de junio al 7 de julio de 2013 donde Cuba reconquistó el título al derrotar a Holanda en el partido final.
En 2009-2010, Abreu tuvo su mejor año , golpeando .399/.555/.822 con 82 carreras, 30 jonrones, 76 carreras impulsadas y 74 paseos a 49 ponches en 89 partidos. Fue nombrado el primera base del todo estrellas.
Abreu estaba comenzando el primera base de Cuba cuando ganaron la Copa Intercontinental de 2010, su primer oro en un torneo internacional en tres años. Bateó .292/.320/.500 . En el Campeonato del Mundo Universitario de Béisbol 2010 , se registró el mejor promedio por tener de 18-10 con 2 bases por bolas, un doble , triple, cuatro jonrones, 9 carreras y 12 carreras impulsadas en seis partidos. Cuba ganó el oro. Fue nombrado del evento All-Star 1B.

## Chicago White Sox
En agosto de 2013, Abreu desertó de Cuba para entrar en el mercado de agentes libres de la MLB.  Su deserción fue confirmada más tarde por su excompañero Henry Urrutia. En octubre , firmó un contrato de seis años con el Chicago White Sox por valor de $ 68 millones. Abreu se unió a los jugadores cubanos Alexei Ramírez , Dayán Viciedo.

## 2014 Temporada
Abreu debutó el 31 de marzo de 2014 contra los Mellizos de Minnesota. El 8 de abril de 2014, Abreu conectó sus primeros dos jonrones de su carrera en el Coors Field ayudando a su equipo a derrotar a los Rockies de Colorado 15-3 . El 25 de abril de 2014, el toletero de los Medias Blancas logró su octavo jonrón del año ante Chris Archer empatando el récord para un novato de jonrones en marzo / abril. Más tarde esa noche , Abreu registró su tercer partido con más vuelacercas con un Grand Slam frente al lanzador Grant Balfour de Tampa Bay Rays consiguiendo el récord de jonrones de un novato en el primer mes superando los ocho vuela cercas de Albert Pujols ( 2001 ), Carlos Delgado ( 1994 ) , y Kent Hrbek ( 1982 ) . Dos días después, el 27 de abril de Abreu rompió el récord para un novato de carreras impulsadas en el mes de abril, con 31, y extendió el récord de jonrones de un novato en 10 en el mes de abril.Por su actuación , Abreu fue galardonado con el jugador de la Liga Americana del premio de la Semana junto con el tercera base de Seattle Mariners ' Kyle Seager . Durante esta semana , Abreu bateó para .310 con 5 jonrones, 14 carreras impulsadas y un porcentaje de slugging de .862 . Posteriormente fue nombrado como el Novato LA del Mes y el Jugador del Mes de abril.
El 18 de mayo , Abreu fue colocado en la lista de lesionados de 15 días con una tendinitis en el tobillo izquierdo.
- Datos: Q9013791
- Multimedia: José Abreu (baseball) / Q9013791